# شیمی آلی فلوئور

برخی ترکیبات آلی فلوئور مهم.
A: فلوئورومتان
B: ایزوفلوران
C: دی‌کلرودی‌فلوئورومتان
D: ۱٬۱٬۱٬۲-تترافلوئورواتان
E: تری‌فلوئورومتان‌سولفونیک اسید
F: پلی تترافلوئورواتیلن
G: پرفلوئورواکتان‌سولفونیک اسید
H: فلوروراسیل
I: فلوکستین

شیمی آلی فلوئور (انگلیسی: Organofluorine chemistry) شاخه ای از شیمی آلی است که له مطالعه ترکیبات شامل پیوند کربن-فلوئور می پردازد. ترکیبات آلی فلوئور علاوه بر کاربرد های مفید در صنایعی مانند صنایع دارویی، شامل ترکیبات مضری مانند دی‌کلرودی‌فلوئورومتان نیز می شود که موجب تخریب لایه ازون می شود.